# Riedseltz
Riedseltz é uma comuna francesa na região administrativa de Grande Leste, no departamento Baixo Reno. Estende-se por uma área de 9,99 km². Em 2010 a comuna tinha 1 118 habitantes (densidade: 111,9 hab./km²).